# Arachnura logio
Arachnura logio is een spinnensoort in de taxonomische indeling van de wielwebspinnen (Araneidae).
Het dier behoort tot het geslacht Arachnura. De wetenschappelijke naam van de soort werd voor het eerst geldig gepubliceerd in 1956 door Takeo Yaginuma.